# Synagoga Taussiga w Pradze
Synagoga Taussiga w Pradze (cz. Taussigova synagoga) – mała bożnica zbudowana w XVII wieku w Pradze, w stylu barokowym. Została rozebrana na przełomie XIX i XX wieku, podczas wielkiej przebudowy Josefova.